# توني هاريس
توني هاريس (بالإنجليزية: Tony Harris)‏ (1 يناير 1923 - 1 سبتمبر 2000) هو لاعب كرة قدم بريطاني (وحمل سابقاً جنسية المملكة المتحدة لبريطانيا العظمى وأيرلندا) في مركز جناح ‏. شارك مع منتخب اسكتلندا لكرة القدم. أما مع النوادي، فقد لعب مع نادي أبردين ونادي أردريونيانز ونادي كوينز بارك.